# Ennugarret
Ennugarret (auch: Enekoran Island, Enigaran-tō) ist eine unbewohnte Insel des Kwajalein-Atolls in der Ralik-Kette im ozeanischen Staat der Marshallinseln (RMI).

## Geographie
Das Motu liegt ca. 700 m südlich des Nordzipfels des Atolls bei Roi-Namur zusammen mit Ennumennet.
Im Süden schließt sich Enubirr an.

## Klima
Das Klima ist tropisch heiß, wird jedoch von ständig wehenden Winden gemäßigt. Ebenso wie die anderen Inseln der Kwajalein-Gruppe wird Ennugarret gelegentlich von Zyklonen heimgesucht.